# Тарасова, Светлана Петровна
Светла́на Петро́вна Тара́сова (Щерба́к) (12 сентября 1936, Москва — 28 июня 1981, Москва) — советская актриса театра и кино.

## Биография
Светлана Петровна Тарасова родилась 12 сентября 1936 года в Москве; её матерью была актриса театра и кино, заслуженная артистка РСФСР (1947) Ксения Ивановна Тарасова (1904—1995).
Являясь студенткой театрального училища имени Щукина, в 1957 году Тарасова дебютировала в кино, сыграв в комедии Эльдара Рязанова «Девушка без адреса» Ольгу, которая стала её единственной заметной ролью в кино. 
В 1958 году Тарасова окончила Щукинское училище и стала актрисой Московского драматического театра имени А. С. Пушкина, где проработала до 1963 года. С 1963 года и до конца жизни работала в Московском академическом театре сатиры.
Умерла 28 июня 1981 года в Москве в возрасте 44 лет после борьбы с раком. Похоронена на 41-м участке Ваганьковского кладбища.

## Роли в театре
Театр Сатиры:
- «Швейк во Второй мировой войне», Б. Брехт — Кати
- «Гнездо глухаря», В. Розов — Юлия
- «Дом, где разбиваются сердца», Б. Шоу — леди Этеруорд
- «Пощёчина», С. Михалков — врач Забродина

## Роли в кино
- 1957 — Девушка без адреса — Оля, подруга Кати и девушка Мити (в титрах — Светлана Щербак)
- 1957 — Екатерина Воронина — работница речного порта